# Liu Guoguang
Liu Guoguang (chiń. 刘国光; ur. w listopadzie 1923) – chiński ekonomista, członek zagraniczny Polskiej Akademii Nauk od 1988 roku, profesor na Chińskiej Akademii Nauk Społecznych.

## Życiorys[2]
Ukończył studia na Wydziale Ekonomii Uniwersytetu w Kunming w 1946 r. W 1955 r. uzyskał doktorat w Związku Radzieckim  w Moskiewskim Państwowym Instytucie Ekonomii.
Znany  chiński ekonomista, Liu jest związany z Chińską Akademią Nauk Społecznych od 1955 r. Był badaczem i zastępcą dyrektora w Instytucie Ekonomicznym Akademii, a później pełnił funkcję zastępcy dyrektora Instytutu. Liu był również zastępcą dyrektora generalnego Krajowego Biura Statystycznego.
W 1982 r. został prodziekanem Instytutu Ekonomii Akademii. W latach 90. był specjalnie zaproszonym konsultantem do instytutu.

## Przebieg kariery[2]
- 1993 — Specjalnie zaproszony konsultant, Instytutu Ekonomii Chińskiej Akademii Nauk Społecznych,
- 1987–1992 Zastępca członka Komitetu Centralnego Komunistycznej Partii Chin (13. zjazd)
- 1982–1983 Dyrektor, Instytut Ekonomii Chińskiej Akademia Nauk Społecznych
- 1982—1983 Prodziekan Instytut Ekonomii Chińskiej Akademia Nauk Społecznych
- 1982—1987 Zastępca członka Komitetu Centralnego Komunistycznej Partii Chin (12. zjazd)
- 1955–1982 Zastępca dyrektora generalnego Krajowego Biura Statystyki
- 1946 Absolwent Uniwersytetu w Kunming w prowincji Yunnan, Kunming